# Palmatisecto

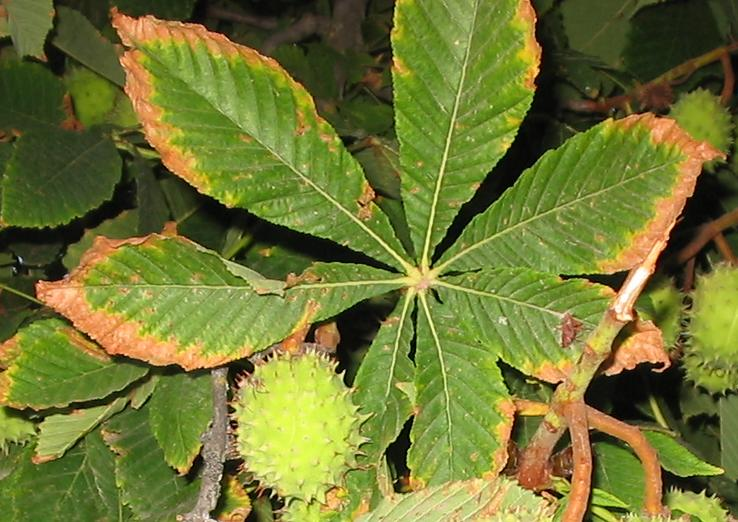
Hoja palmatisecta de Aesculus sp.

En botánica se aplica a las hojas palmaticompuestas cuando su limbo está dividido radialmente en segmentos o foliolos hasta su base.
Palmaticompuestas: (palma buscando similitud en la mano abierta).
- Palmatinervia
- Palmatipartido
- Palmatisecto
- Palmeada